# ヨハン・クリストフ・フェルスター
ヨハン・クリストフ・フェルスター（Johann Christoph Förster, 1693年11月30日 - 1745年12月6日）は、ドイツの作曲家・ヴァイオリニスト。

## 生涯
バート・ビブラ出身。地元のオルガニストから音楽を学んだ後、1710年からヴァイセンフェルスでヨハン・ダーフィト・ハイニヒェンに作曲と対位法を師事した。その後ザクセン＝メルゼブルクの宮廷楽長・オルガニストのゲオルク・フリードリヒ・カウフマンに学び、1717年にザクセン＝メルゼブルク宮廷楽団のヴァイオリニストに就任、ほどなくして楽師長（コンツェルトマイスター）に昇格した。
1723年、プラハで行われたカール6世のベーメン王戴冠式でヨハン・ヨーゼフ・フックス、フランチェスコ・バルトロメオ・コンティ、アントニオ・カルダーラらウィーンの宮廷音楽家たちと知り合った。祝典ではフックスのオペラ『コスタンツァとフォルテッツァ』をフックスとともに演奏した。
その後、シュヴァルツブルク＝ルードルシュタットの宮廷楽団で副楽長を務めた。
多くの音楽家との交流を持ち、ゲオルク・フィリップ・テレマンの『ターフェルムジーク』『四重奏曲』を予約購読していたことが記録に残っている  。
作品はオーボエ協奏曲やホルン協奏曲が知られている。作風はシンフォニア集ではイタリア風で、序曲ではフランス風であるが、双方にギャラント様式が取り入れられている。

## 作品
- 26の教会カンタータ
- 11の世俗カンタータ
- 6つの6声から8声の序曲集
- 6つの4声のシンフォニア集
- 6つの6声または10声のシンフォニア集
- 6つのヴァイオリンと通奏低音のためのソナタ

## 文献
- Moritz Fürstenau (1877). "Förster, Christoph". Allgemeine Deutsche Biographie (ドイツ語). Vol. 7. Leipzig: Duncker & Humblot. pp. 184–185.